# King Curtis
King Curtis, geboren als Curtis Ousley, (Fort Worth, 7 februari 1934 - New York, 13 augustus 1971), was een Amerikaanse tenorsaxofonist van de rock-'n-roll en r&b uit de jaren 1950 en 1960.

## Carrière

### De jaren 1950
King Curtis speelde vanaf 1952 vooreerst in de bands van Lionel Hampton en Horace Silver. Blijkbaar komen de eerste opnamen uit Houston op 10 januari 1952, namelijk het niet eerder uitgebrachte nummer Bad Luck Baby (Hummingbird Records) met zanger en pianist Melvin Daniels voor RPM. In april 1953 werd Boogie In The Moonlight / I'll Be There opnieuw geschreven voor Melvin Daniels (RPM) in Fort Worth. Curtis verhuisde in 1956 naar New York, waar hij vervolgens in oktober 1956 het nummer Gum Shoe opnam met de band van Sonny Thompson. Kort daarna ontstond zijn eerste eigen opname Kings Rock / Dynamite at Midnight (december 1956) als King Curtis. Hij werkte mee bij de oorspronkelijke opname van Got My Mojo Working (januari 1957) van Ann Cole & the Suburbans. Beroemd werd de song pas in de versie van Muddy Waters, die het nummer al had opgenomen in december 1956, dat hij echter had overgenomen van Ann Cole. Daarna werd in juni 1957 de Steel Guitar Rag met het King Curtis Orchestra gepubliceerd.
Zoals Curtis zelf tijdens een interview bevestigde, werd hij door talentscout Jesse Stone van Atlantic Records ontdekt tijdens een optreden in een New Yorkse club. Zijn eerste single voor het dochterlabel Atco ontstond in februari 1958 met Birth of the Blues / Just Smoochin'. Vanaf oktober 1957 werd hij als vervanger ingezet voor de Atlantic-sessiemuzikanten Jesse Powell, Arnett Cobb en Al Sears als sessiespeler bij een veelheid van artiesten als Chuck Willis (oktober 1957, Betty And Dupree en drie verdere nummers - februari 1958, What Am I Living For, Hang Up My Rock'n Roll Shoes en twee verdere nummers, tussen februari en april 1958 zes verdere songs), Big Joe Turner (januari 1958, vier nummers), Ruth Brown (juli 1958, drie nummers; oktober 1958 bij Mama He Treats Your Daughter Mean, 5-10-15 Hours en twee verdere songs), LaVern Baker (september 1958 bij I Cried a Tear en drie verdere songs, december 1958 bij vier nummers) en Clyde McPhatter, waar vaak zijn kenmerkende stotterende staccato-saxofoon te horen is. Hij speelde voor de eerste keer tenorsaxofoon tijdens de opnamesessie van The Coasters in maart 1958, waar hij te horen is bij Yakety Yak en drie verdere opnamen. In december 1958 maakt hij zich opnieuw verdienstelijk bij Charlie Brown en twee verdere nummers voor The Coasters.
Curtis benutte de tijd bij Atlantic Records ook om zich met andere sessiemuzikanten samen te voegen voor opnamen. In februari 1958 verzamelde hij sessiemuzikanten rondom zich als het King Curtis Octet en nam hij vier nummers op. In juli 1958 verschijnt zijn naam bij het King Curtis Sextet bij drie nummers. In april 1959 nam hij Peter Gunn van Henry Mancini op.
Intussen had Curtis zijn diensten als saxofonist aangeboden aan onder meer Buddy Holly (september 1958, Reminiscing), Waylon Jennings (september 1958, Jole Blon), The Shirelles (Boys) en Clyde McPhatter (A Lover's Question). In september 1958 en twee keer in oktober 1958 begeleidde hij The Three Suns op hun lp Swingin' On a Star, daarna verschijnt zijn naam ook bij de miljoenenseller Kansas City van Wilbert Harrison, die werd opgenomen in februari 1959. Kort daarna begeleidde hij The Drifters in maart 1959 bij There Goes my Baby. In november 1959 verschijnt zijn eerste eigen lp Have Tenor Sax Will Blow, die zijn instrumentale vaardigheden tot uitdrukking brengt.

### De jaren 1960
Curtis concentreerde zich tijdens de daaropvolgende jaren op lp's en was verder veelvuldig te gast in geluidsstudio's. Bij het kleine label Prestige ontstonden in september 1960 de nummers Do You Have Soul Now?, Jeep's Blues, Soul Meeting, What Is This Thing Called Love?, Lazy Soul en All The Way, opgenomen in de geluidsstudio's van Rudy van Gelder (Englewood Cliffs, New Jersey) met Nat Adderley (kornet), Wynton Kelly (piano), Sam Jones (bas) en Belton Evans (drums). Tijdens de voor april 1061 vastgestelde sessie werden voor de lp Trouble in Mind de songs Trouble in Mind, But That's Allright, I Have to Worry en Jivin' Time opgenomen. Tijdens de sessie van september 1961 ontstonden The Hucklebuck / So Rare, in januari 1962 Free For All, Low Down, Il'l Wait For You, in februari 1962 When The Saints Go Marchin' In. Voor Truesound Records werden in september 1962 nummers vereeuwigd voor de lp Old Gold. Hetzelfde label beëindigde voor juli 1961 en januari 1962 sessies voor de lp It's Party Time, in februari 1962 werden songs opgenomen voor de lp Doin' The Dixie Twist.
Vervolgens ging Curtis daarna naar Enjoy Records (1961-10962), King Records (King Curtis Stomp / Steel Guitar Rag; 1962), Capitol Records (1962-1965) en uiteindelijk in 1965 terug naar Atlantic Records, waar hij tot zijn dood bleef. Voor het dochterlabel ervan nam hij de lp Live at Small's Paradise in Harlem op, live opgenomen in juli 1966 en gepubliceerd in februari 1967. Er ontstonden nummers waaronder There is Something On Your Mind, samen met Cornell Dupree, Jimmy Spruill en Joe Puma (gitaar), Paul Griffin (piano), Charles Rainey (bas), Willy Bridges (baritonsaxofoon), Melvin Lastie (kornet) en Ray Lucas (drums).
Zijn commerciële instrumentale muziek brachten hem slechts bescheiden hitsuccessen.De beste klassering bereikte hij met zijn in februari 1962 gepubliceerde single Soul Twist met een nummer 1-hit in de r&b-hitlijst en een 17e plaats in de pophitlijst, de in elk geval eerste plaat van het kleine label Enjoy Records. Hierbij werd hij ondersteund door zijn begeleidingsband Noble Knights (later Kingpins), die was samengesteld uit Paul Griffin (piano), Ernie Hayes (orgel), Al Casey of Billy Butler (gitaar), Jimmy Lewis of Jerry Jermott (bas) en Ray Lucas (drums). Latere bandleden waren Cornell Dupree en Hugh McCracken (gitaar), Richard Tee (piano), Chuck Rainey (bas) en Pretty Purdie (drums). Bij Capitol Records ontstonden voor zijn lp Soul Serenade in januari 1964 de klassiekers Honky Tonk en Night Train. Samen met zijn vroegere Atlantic Records-sessiecollega Al Caiola nam hij in hetzelfde jaar de Guitar Boogie Shuffle op. Capitol Records was ontevreden over de slechte resultaten in de hitlijst, zodat Curtis na drie jaar wisselde naar Atlantic Records. Hier werd weer bij het dochterlabel Atco Records de lp That Lovin' Feelin' (oktober 1966) uitgebracht, in maart 1967 kwam de lp Plays The Great Memphis Hits op de markt, waarmee hij zich volledig op instrumentale versies concentreerde van grote gezongen hits. Hieruit werd het ritmisch intensieve Jump Back als single uitgegeven. De instrumentale versies van grote gezongen hits vervolgde hij met de lp King Size Soul (december 1967).
Samen met Jerry Wexler begon hij opnamen voor andere artiesten te produceren, waaronder Freddy King, Roberta Flack, Delaney & Bonnie, Donny Hathaway en Sam Moore, later ook alleen. Tussen 1962 en 1971 produceerde hij 17 Billboard Hot 100-hits. Hij werkte mee aan minimaal 220 lp's als sessiespeler. Hij telt derhalve als een van de productiefste sessiespelers van de jaren 1950 en de vroege jaren 1960, waarbij de producenten hem vaak de vrijheid lieten van improvisatorische solo's. Hij nam echter een groot aantal eigen instrumentale opnamen op met zijn tenor- en altsaxofoon, soms ook met gitaar.

## Overlijden
Op 13 augustus 1971 werd King Curtis voor zijn New Yorkse woning door een drugsverslaafde neergestoken. Op zijn begrafenis waren onder andere Aretha Franklin, Jerry Wexler, Stevie Wonder, Duane Allman en dominee Jesse Jackson aanwezig. The Allman Brothers Band bouwden als waardering tijdens een concert kort na Curtis' dood de Soul Serenade in bij hun You Don't Love Me.

## Belangrijke invloeden
- Louis Jordan (1908–1975), Afro-Amerikaanse jazz- en r&b-muzikant
- Earl Bostic (1913–1965), altsaxofonist, arrangeur en jazz-componist
- Illinois Jacquet (1922–2004), jazzmuzikant
- Arnett Cobb (1918–1989), jazz-saxofonist

Curtis zelf beïnvloede muzikanten als Clarence Clemons, Michael Brecker, Junior Walker, Brother Vernard Johnson en Tom Scott. Ook Robbie Robertson van The Band zou Curtis eens als een van zijn belangrijkste invloeden hebben genoemd.

## Discografie

### Albums
- 1959: The Good Old Fifties (Atco)
- 1959: Have Tenor Sax, Will Blow (Atco)
- 1960: King Soul (Prestige)
- 1960: Soul Meeting (Prestige)
- 1961: Party Time (Tru)
- 1961: Old Gold (Tru)
- 1962: Doin' the Dixie Twist (Tru)
- 1962: Country Soul (Capitol Records)
- 1962: Soul Twist and Other Golden Classics (Collectables Records)
- 1964: Soul Serenade (Capitol Records)
- 1965: Plays Hits Made by Sam Cooke (Capitol Records)
- 1966: Live at Small's Paradise (Atco)
- 1966: That Lovin' Feeling (Atco)
- 1967: King Size Soul (Atco)
- 1967: Plays Great Memphis Hits (Atco)
- 1968: Sweet Soul (Atco)
- 1969: Instant Groove (Atco)
- 1970: Everybody's Talkin (Atco)
- 1970: Get Ready (Atco)
- 1971: Live at Fillmore West (Koch International)
- 1971: Blues at Montreux (Collectables Records)
- 1972: Mr. Soul (Ember)
- 197?: Soul Time (Up Front)
- 1985: Live in New York (JSP Records)

### NPO Radio 2 Top 2000
Van King Curtis stond alleen Memphis soul stew in 1999 in de NPO Radio 2 Top 2000, op plek 1870.